# Hemerodromia unilineata
Hemerodromia unilineata är en tvåvingeart som beskrevs av Zetterstedt 1842. Hemerodromia unilineata ingår i släktet Hemerodromia och familjen dansflugor. Arten är reproducerande i Sverige. Inga underarter finns listade i Catalogue of Life.